# Dahiépa-Kéhi
Dahiépa-Kéhi è una città e sottoprefettura della Costa d'Avorio appartenente al dipartimento di Gagnoa. Conta una popolazione di 18 173 abitanti (censimento 2014).